# Sinalização justácrina

sinalização justácrina

É um tipo de sinalização celular em que o contato entre as células comunicantes é necessário para que haja troca efetiva da informação a ser transmitida. Nessa forma de comunicação intercelular o hormônio sintetizado pela célula que trasmitirá a informação fica, em geral, preso à membrana plasmática. Dessa forma, para que haja transmissão de sinal é preciso que a célula receptora esteja próxima o suficiente ao ponto de entrar em contato com a transmissora. Esse detalhe é o que a diferencia da sinalização parácrina que envolve a liberação, pela célula transmissora, de um hormônio para agir nas células próximas, não apenas naquelas em que a célula transmissora entra em contato.
A haste de sustentação do hormônio pode ter tamanhos variáveis influenciando no alcance da transmissão. Há, também, mais raros casos em que o hormônio é clivado de sua haste sendo liberado na MEC como peptídeo solúvel, estendendo um pouco o alcance do sinal.
É essencial durante a formação de respostas imunes.
Agem por sinalização justácrina os fatores de crescimento EGF, TGFα, TNFα, entre outros.